# Franciscus Jurgens
Franciscus Johannes Jurgens (ur. 29 stycznia 1869 w Oss, zm. 26 marca 1941 w Nijmegen) – holenderski strzelec, olimpijczyk.
Brał udział w Letnich Igrzyskach Olimpijskich 1920. Startował tylko w trapie drużynowym, w którym zajął szóste miejsce.
Jego brat Emile, również był strzelcem sportowym.

## Wyniki olimpijskie
| Igrzyska       | Konkurencja     | Wynik                | Miejsce  | Źródło |
| -------------- | --------------- | -------------------- | -------- | ------ |
| Antwerpia 1920 | Trap, drużynowo | 222 punkty drużynowo | 6 (na 8) | [ 1 ]  |